# Mordi il meglio della vita
Mordi il meglio della vita è un album del cantante Gianni Dei pubblicato nel 1996 dalla BMG.

## Tracce
1. Quasi (G. Dei, M. Ferrini)
2. La febbre sale (G. Dei, G. Miramonti, M. Parmigiani)
3. Un'avventura (G. Dei, M. Parmigiani)
4. Amici noi (G. Dei, N. Tirone, C. Castellari)
5. La stanza blu (G. Dei, R. Bowles, S. Ewing)
6. Mordi il meglio della vita (G. Dei, M. Parmigiani)
7. Tu ci stai (G. Dei, C. Malgioglio, P. Buchanan)
8. Mi mancherai (G. Dei, S. Giachino, M. Caso)
9. Rosso lacca (G. Dei, G. Ungheriano, C. Castellari)
10. L'amore l'amore (G. Dei, C. Castellari)
11. Nessuno è imbattibile (G. Dei, R. Chierchia)
12. Americana (G. Dei, G. e R. Onofri)